# Внешняя политика Иордании
Во внешней политике Иордания последовательно придерживается прозападной внешней политики и традиционно имеет тесные связи с США и Великобританией. Эти отношения были испорчены, когда Иордания провозгласила свой нейтралитет во время войны в Персидском заливе и продолжала поддерживать тесные отношения с Ираком. Также Иордания продолжала призывать к отмене санкций против Ирака в условиях реализации резолюций ООН.
После окончания войны, Иордания в значительной степени восстановили свои отношения с западными странами в рамках своего участия в мирном процессе на Ближнем Востоке и обеспечения соблюдения санкций ООН против Ирака.
Иордания подписала соглашение о ненападении с Израилем (Вашингтонская декларация) в Вашингтоне, округ Колумбия, 25 июля, 1994. Иордания и Израиль подписали исторический мирный договор, 26 октября 1994 года в присутствии президента Клинтона. США участвовали с Иорданией и Израилем в трёхсторонней дискуссии, в ходе которой ключевыми вопросами были обеспечение доступа к водным ресурсам и безопасность; сотрудничество в развитии долины Иордана; инфраструктурные проекты; и вопросы торговли, финансов и банковской деятельности.
В 1996 году, Соединенные Штаты объявили Иорданию одним из основных союзников вне НАТО.